# Neostylopyga parallela
Neostylopyga parallela es una especie de cucaracha del género Neostylopyga, familia Blattidae.

## Distribución
Esta especie se encuentra en India y Sri Lanka.